# Kabinet-Lubbers III
Het kabinet-Lubbers III (ook bekend als Lubbers-Kok) was het Nederlandse kabinet van 7 november 1989 tot 22 augustus 1994. Het kabinet werd gevormd door de politieke partijen Christen-Democratisch Appèl (CDA) en de Partij van de Arbeid (PvdA) na de Tweede Kamerverkiezingen van 1989. Het centrum kabinet-Lubbers III was een meerderheidskabinet dat zowel in de Eerste Kamer en Tweede Kamer kon rekenen op een ruime meerderheid.

## Verloop
Het kabinet start met de intentie meer geld uit te trekken voor investeringen in milieu, gezondheidszorg, kinderopvang en voor verhoging van uitkeringen en ambtenarensalarissen. Speerpunt is de zogenaamde sociale vernieuwing, waartoe rijk en gemeenten projecten zullen opzetten. Het kabinet moet echter ook verder bezuinigen, onder meer op de sociale zekerheid. De val van de Berlijnse Muur markeert een keerpunt in de geschiedenis.
De val van het communisme in diverse landen leidt tot instabiliteit, waarvan een oorlog in voormalig Joegoslavië het gevolg is. Dit leidt tot een grote stroom asielzoekers uit onder meer Bosnië. Na de val van de Berlijnse Muur en na democratische omwentelingen in Midden- en Oost-Europa treedt verdere ontspanning in. Er komt een internationaal verdrag over troepenvermindering. Het kabinet besluit de krijgsmacht met circa een derde in te krimpen. Aangekondigd wordt dat de dienstplicht zal worden opgeschort. Er wordt een bataljon soldaten uitgezonden naar Bosnië, om in VN-verband de "veilige haven" Srebrenica te beschermen.
Op 19 juli 1990 tekent Nederland met België, Luxemburg, Frankrijk en West-Duitsland de Verdragen van Schengen over afschaffing van de grenscontroles aan de binnengrenzen.
Bij de Tussenbalans van 1991 werd om de tekorten van de rijksbegroting terug te dringen het kwartje van Kok ingevoerd.
Op 13 november 1991 werd een bomaanslag gepleegd op het huis van staatssecretaris van Justitie Aad Kosto in Grootschermer. Het huis werd grotendeels verwoest, staatssecretaris Aad Kosto was op het moment van de aanslag zelf niet aanwezig. Deze aanslag toegeschreven aan actiegroep RaRa richtte zich tegen het asielbeleid van de staatssecretaris.
Op 7 februari 1992 wordt het Verdrag van Maastricht getekend dat bestaande EG-verdragen uitbreidt met bepalingen over samenwerking bij economisch en monetair beleid, buitenlands en veiligheidsbeleid, sociaal beleid en op het gebied van justitie. De Economische en Monetaire Unie (EMU) komt tot stand, waardoor invoering van een gezamenlijke munt dichterbij komt.
In juni 1992 werd in EG-verband overeenstemming bereikt over maatregelen om de overproductie in de landbouw tegen te gaan. Op basis van een plan van Eurocommissaris voor Landbouw Ray MacSharry wordt het melkquotum en de graanprijs verlaagd. De boeren krijgen compensatie voor het verlies aan inkomsten.
In 1992 brengen minister van Landbouw, Natuurbeheer en Visserij Piet Bukman, minister van Volkshuisvesting, Ruimtelijke Ordening en Milieubeheer Hans Alders en staatssecretaris van Landbouw, Natuurbeheer en Visserij Dzsingisz Gabor het Structuurschema Groene Ruimte uit. Hierin wordt een plan voor het tot stand brengen van de Ecologische Hoofdstructuur (EHS) geschetst. De EHS moet via ecologische verbindingszones waardevolle natuurgebieden met elkaar verbinden. De nadere uitwerking hiervan wordt in handen gelegd van provincies en gemeenten.
Op 4 oktober 1992 verongelukt een Boeing 747 van de Israëlische luchtvaartmaatschappij El Al vlucht 1862 boven de Amsterdamse wijk Bijlmermeer. Het vliegtuig stort neer op de flats Groeneveen en Klein-Kruitberg, waarna de gebouwen direct in brand vliegen en gedeeltelijk instorten. De ramp kost 43 mensen het leven, waaronder de driekoppige bemanning en de enige passagier van het vliegtuig.
Minister van Justitie Ernst Hirsch Ballin brengt diverse wetten tot stand in het kader van de criminaliteitsbestrijding, zoals een regeling om criminelen voordelen van misdaad te ontnemen.
Ook wordt besloten dat Aruba niet, uiterlijk tien jaar na het verkrijgen van de status aparte , onafhankelijk moet worden, zoals eerder beoogd. Het eiland mag in het Koninkrijk blijven.

### Personele wijzigingen
Op 18 september 1990 treedt minister van Landbouw, Natuurbeheer en Visserij Gerrit Braks (CDA) af, wanneer de PvdA–Tweede Kamerleden het vertrouwen in hem opzeggen in verband met het dierenwelzijn- en visfraudebeleid dat hij voert. Minister van Sociale Zaken en Werkgelegenheid Bert de Vries (CDA) neemt de portefeuille waar tot en met 28 september 1990 als staatssecretaris van Economische Zaken Piet Bukman (CDA) wordt benoemd als minister van Landbouw, Natuurbeheer en Visserij. Hij wordt diezelfde dag opgevolgd als staatssecretaris van Economische Zaken door CDA–Tweede Kamerlid Yvonne van Rooy. Daarnaast voert het kabinet de functie van staatssecretaris van Landbouw, Natuurbeheer en Visserij opnieuw in. De burgemeester van Haaksbergen Dzsingisz Gabor (CDA) wordt later die dag beëdigd met deze portefeuille.
Op 3 januari 1993 treedt minister van Buitenlandse Zaken Hans van den Broek (CDA) af, nadat hij is benoemd tot eurocommissaris. Hij wordt die zelfde dag opgevolgd door voormalig staatssecretaris van Buitenlandse Zaken Pieter Kooijmans (CDA), die tot dan werkzaam is als hoogleraar internationaal- en Europese rechten op de Universiteit Leiden.
Op 1 juni 1993 treedt staatssecretaris van Defensie Berend-Jan van Voorst tot Voorst (CDA) af, nadat hij is benoemd tot commissaris van de Koningin in Limburg. Hij wordt die dag opgevolgd door Tweede Kamerlid Ton Frinking (CDA).
Op 5 juni 1993 stapt staatssecretaris van Sociale Zaken en Werkgelegenheid Elske ter Veld (PvdA) op, nadat zij meent onvoldoende vertrouwen te hebben van de PvdA–Tweede Kamerfractie rondom haar plannen met de bijstand en haar voorstel voor een nieuwe Nabestaandenwet. Op 9 juni 1993 wordt staatssecretaris van Onderwijs en Wetenschappen Jacques Wallage (PvdA) benoemd als staatssecretaris van Sociale Zaken en Werkgelegenheid. Hij wordt die zelfde dag opgevolgd als staatssecretaris van Onderwijs en Wetenschappen door Roel in 't Veld (PvdA) die tot dan werkzaam is als hoogleraar bestuurskunde op de Erasmus Universiteit Rotterdam.
Op 19 juni 1993 tien dagen na zijn beëdiging stapt staatssecretaris van Onderwijs en Wetenschappen Roel in 't Veld (PvdA) alweer op, nadat hij in opspraak is gekomen vanwege nevenfuncties die hij vervulde toen hij hoogleraar was. Op 2 juli 1993 wordt Job Cohen (PvdA) die tot dan werkzaam is als rector magnificus en hoogleraar jurisprudentie op de Rijksuniversiteit Limburg benoemd als zijn opvolger.
Op 10 januari 1994 overlijdt minister van Binnenlandse Zaken Ien Dales (PvdA) aan de gevolgen van een hartaanval op 62–jarige leeftijd. Minister van Justitie Ernst Hirsch Ballin (CDA) neemt de functie waar tot en met 18 januari 1994 wanneer de burgemeester van Amsterdam Ed van Thijn (PvdA) wordt beëdigd als minister van Binnenlandse Zaken.
Op 26 februari 1994 treedt staatssecretaris van Welzijn, Volksgezondheid en Cultuur Hans Simons (PvdA) af, nadat hij was benoemd tot wethouder van Rotterdam.
Op 27 mei 1994 treden minister van Binnenlandse Zaken Ed van Thijn (PvdA) en minister van Justitie en minister voor Nederlands-Antilliaanse en Arubaanse Zaken Ernst Hirsch Ballin (CDA) af, nadat er een ingediende motie van VVD–Tweede Kamerlid Hans Dijkstal werd aangenomen waarin werd uitgesproken dat ministers Van Thijn en Hirsch Ballin zich niet langer mochten bemoeien met de vormgeving en aansturing van IRT's. Als gevolg hier van werd er door de Tweede Kamer een parlementaire enquêtecommissie ingesteld die de IRT-affaire verder moest onderzoeken. Omdat het kabinet al demissionair is worden diezelfde dag de staatssecretaris van Binnenlandse Zaken Dieuwke de Graaff-Nauta (CDA) en staatssecretaris van Justitie Aad Kosto (PvdA) benoemd tot ministers van hun respectievelijke departementen tot het aantreden van het nieuwe kabinet. De portefeuille van Nederlands-Antilliaanse en Arubaanse Zaken wordt overgenomen door minister–president Ruud Lubbers (CDA).
Op 16 juli 1994 treden minister van Welzijn, Volksgezondheid en Cultuur Hedy d'Ancona (PvdA) en minister van Verkeer en Waterstaat Hanja Maij-Weggen (CDA) af, omdat zij op grond van de Grondwettelijke bepalingen moeten kiezen tussen het ministerschap en het Europees Parlement. Minister van Onderwijs en Wetenschappen Jo Ritzen (PvdA) neemt de functie van minister van Welzijn, Volksgezondheid en Cultuur waar en minister van Economische Zaken Koos Andriessen (CDA) vervult de positie van minister van Verkeer en Waterstaat tot het aantreden van het nieuwe kabinet.
Om diezelfde reden treedt tevens op 16 juli 1994 staatssecretaris van Buitenlandse Zaken Piet Dankert (PvdA) af.

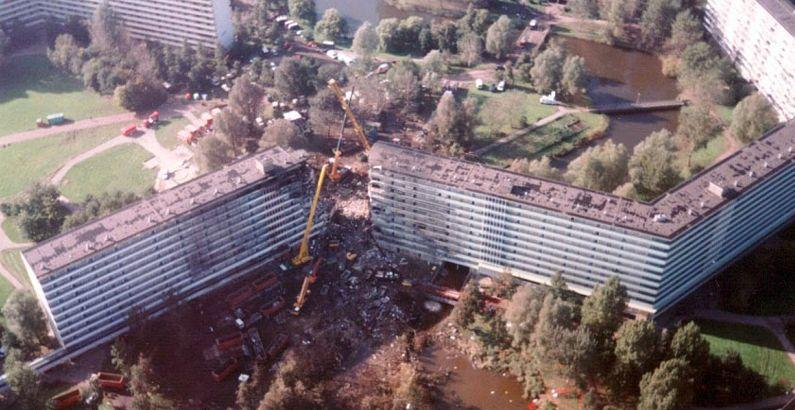
Nasleep van de Bijlmerramp op 7 oktober 1992.

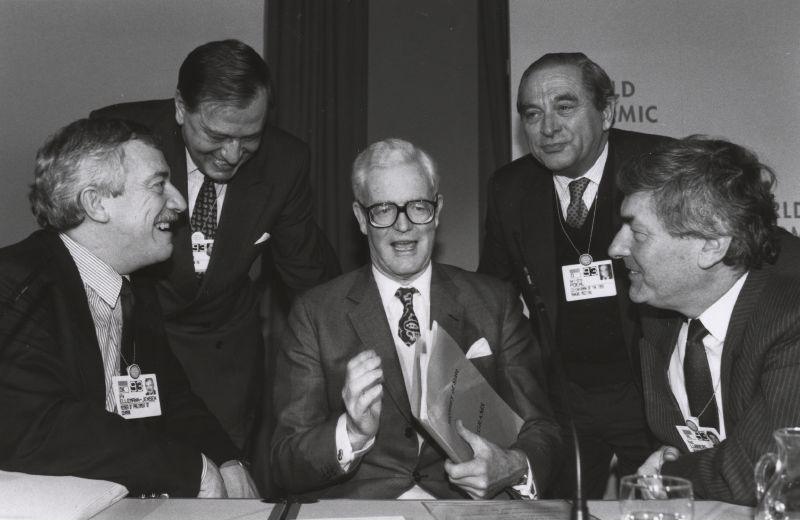
Deense minister van Buitenlandse Zaken Uffe Ellemann-Jensen, president van de Deutsche Bundesbank Karl Otto Pöhl en minister-president Ruud Lubbers tijdens vergadering op het World Economic Forum op 1 januari 1993.

## Ambtsbekleders
| Ambtsbekleders                             | Ambtsbekleders                                  | Ambtsbekleders                                                  | Minister / Ministerie                                                                              | Minister / Ministerie | Termijn                               | Partij |
| ------------------------------------------ | ----------------------------------------------- | --------------------------------------------------------------- | -------------------------------------------------------------------------------------------------- | --- | ------------------------------------- | ------ |
|                                            | R.F.M. (Ruud) Lubbers                           | drs. R.F.M. (Ruud) Lubbers (1939–2018)                          | Minister-president / Minister                                                                      | Algemene Zaken | 4 november 1982 – 22 augustus 1994    | CDA    |
|                                            | W. (Wim) Kok                                    | W. (Wim) Kok (1938–2018)                                        | Vicepremier / Minister                                                                             | Financiën | 7 november 1989 – 22 augustus 1994    | PvdA   |
|                                            | C.I. (Ien) Dales                                | drs. C.I. (Ien) Dales (1931–1994)                               | Minister                                                                                           | Binnenlandse Zaken | 7 november 1989 – 10 januari 1994     | PvdA   |
|                                            | E.M.H. (Ernst) Hirsch Ballin                    | mr.dr. E.M.H. (Ernst) Hirsch Ballin (1950)                      | Minister                                                                                           | Binnenlandse Zaken | 10 januari 1994 – 18 januari 1994     | CDA    |
|                                            | E. (Ed) van Thijn                               | drs. E. (Ed) van Thijn (1934–2021)                              | Minister                                                                                           | Binnenlandse Zaken | 18 januari 1994 – 27 mei 1994         | PvdA   |
|                                            | D.IJ.W. (Dieuwke) de Graaff-Nauta               | D.IJ.W. (Dieuwke) de Graaff-Nauta (1930–2008)                   | Minister                                                                                           | Binnenlandse Zaken | 27 mei 1994 – 22 augustus 1994        | CDA    |
|                                            | H. (Hans) van den Broek                         | mr. H. (Hans) van den Broek (1936–2025)                         | Minister                                                                                           | Buitenlandse Zaken | 4 november 1982 – 3 januari 1993      | CDA    |
|                                            | P.H. (Pieter) Kooijmans                         | mr.dr. P.H. (Pieter) Kooijmans (1933–2013)                      | Minister                                                                                           | Buitenlandse Zaken | 3 januari 1993 – 22 augustus 1994     | CDA    |
|                                            | E.M.H. (Ernst) Hirsch Ballin                    | mr.dr. E.M.H. (Ernst) Hirsch Ballin (1950)                      | Minister                                                                                           | Justitie | 7 november 1989 – 27 mei 1994         | CDA    |
|                                            | A. (Aad) Kosto                                  | mr. A. (Aad) Kosto (1938)                                       | Minister                                                                                           | Justitie | 27 mei 1994 – 22 augustus 1994        | PvdA   |
|                                            | J.E. (Koos) Andriessen                          | dr. J.E. (Koos) Andriessen (1928–2019)                          | Minister                                                                                           | Economische Zaken | 7 november 1989 – 22 augustus 1994    | CDA    |
|                                            | A.L. (Relus) ter Beek                           | A.L. (Relus) ter Beek (1944–2008)                               | Minister                                                                                           | Defensie | 7 november 1989 – 6 februari 1991     | PvdA   |
|                                            | J.P. (Jan) Pronk                                | drs. J.P. (Jan) Pronk (1940)                                    | Minister                                                                                           | Defensie | 6 februari 1991 – 3 maart 1991        | PvdA   |
|                                            | A.L. (Relus) ter Beek                           | A.L. (Relus) ter Beek (1944–2008)                               | Minister                                                                                           | Defensie | 3 maart 1991 – 22 augustus 1994       | PvdA   |
|                                            | H. (Hedy) d'Ancona                              | drs. H. (Hedy) d'Ancona (1937)                                  | Minister                                                                                           | Welzijn, Volksgezondheid en Cultuur | 7 november 1989 – 16 juli 1994        | PvdA   |
|                                            | J.M.M. (Jo) Ritzen                              | dr.ir. J.M.M. (Jo) Ritzen (1945)                                | Minister                                                                                           | Welzijn, Volksgezondheid en Cultuur | 16 juli 1994 – 22 augustus 1994       | PvdA   |
| Minister                                   | J.M.M. (Jo) Ritzen                              | dr.ir. J.M.M. (Jo) Ritzen (1945)                                | Onderwijs en Wetenschappen                                                                         | 7 november 1989 – 3 augustus 1998 |                                       | PvdA   |
|                                            | B. (Bert) de Vries                              | dr. B. (Bert) de Vries (1938)                                   | Minister                                                                                           | Sociale Zaken en Werkgelegenheid | 7 november 1989 – 22 augustus 1994    | CDA    |
|                                            | J.R.H. (Hanja) Maij-Weggen                      | J.R.H. (Hanja) Maij-Weggen (1943)                               | Minister                                                                                           | Verkeer en Waterstaat | 7 november 1989 – 16 juli 1994        | CDA    |
|                                            | J.E. (Koos) Andriessen                          | dr. J.E. (Koos) Andriessen (1928–2019)                          | Minister                                                                                           | Verkeer en Waterstaat | 16 juli 1994 – 22 augustus 1994       | CDA    |
|                                            | G.J.M. (Gerrit) Braks                           | ir. G.J.M. (Gerrit) Braks (1933–2017)                           | Minister                                                                                           | Landbouw, Natuurbeheer en Visserij | 4 november 1982 – 18 september 1990   | CDA    |
|                                            | B. (Bert) de Vries                              | dr. B. (Bert) de Vries (1938)                                   | Minister                                                                                           | Landbouw, Natuurbeheer en Visserij | 18 september 1990 – 28 september 1990 | CDA    |
|                                            | P. (Piet) Bukman                                | drs. P. (Piet) Bukman (1934–2022)                               | Minister                                                                                           | Landbouw, Natuurbeheer en Visserij | 28 september 1990 – 22 augustus 1994  | CDA    |
|                                            | J.G.M. (Hans) Alders                            | J.G.M. (Hans) Alders (1952)                                     | Minister                                                                                           | Volkshuisvesting, Ruimtelijke Ordening en Milieubeheer | 7 november 1989 – 22 augustus 1994    | PvdA   |
| Ambtsbekleders                             | Ambtsbekleders                                  | Ambtsbekleders                                                  | Minister / Portefeuille / Ministerie                                                               | Minister / Portefeuille / Ministerie | Termijn                               | Partij |
|                                            | R.F.M. (Ruud) Lubbers                           | drs. R.F.M. (Ruud) Lubbers (1939–2018)                          | Minister                                                                                           | • Nederlands-Antilliaanse en Arubaanse Zaken (Binnenlandse Zaken) | 7 november 1989 – 14 november 1989    | CDA    |
|                                            | E.M.H. (Ernst) Hirsch Ballin                    | mr.dr. E.M.H. (Ernst) Hirsch Ballin (1950)                      | Minister                                                                                           | • Nederlands-Antilliaanse en Arubaanse Zaken (Binnenlandse Zaken) | 14 november 1989 – 27 mei 1994        | CDA    |
|                                            | R.F.M. (Ruud) Lubbers                           | drs. R.F.M. (Ruud) Lubbers (1939–2018)                          | Minister                                                                                           | • Nederlands-Antilliaanse en Arubaanse Zaken (Binnenlandse Zaken) | 27 mei 1994 – 22 augustus 1994        | CDA    |
|                                            | J.P. (Jan) Pronk                                | drs. J.P. (Jan) Pronk (1940)                                    | Minister                                                                                           | • Ontwikkelingssamenwerking (Buitenlandse Zaken) | 7 november 1989 – 3 augustus 1998     | PvdA   |
| Ambtsbekleders                             | Ambtsbekleders                                  | Ambtsbekleders                                                  | Staatssecretaris / Portefeuille / Ministerie                                                       | Staatssecretaris / Portefeuille / Ministerie | Termijn                               | Partij |
|                                            | D.IJ.W. (Dieuwke) de Graaff-Nauta               | D.IJ.W. (Dieuwke) de Graaff-Nauta (1930–2008)                   | Staatssecretaris                                                                                   | • Agglomeratie Zaken • Gemeentelijke Herindeling • Decentralisatie • Rampenbestrijding • Hulpverlening (Binnenlandse Zaken)                                                                                     | 14 juli 1986 – 27 mei 1994            | CDA    |
|                                            | P. (Piet) Dankert                               | P. (Piet) Dankert (1934–2003)                                   | Staatssecretaris                                                                                   | • Europese Zaken (Buitenlandse Zaken) | 7 november 1989 – 16 juli 1994        | PvdA   |
|                                            | M.J.J. (Marius) van Amelsvoort                  | drs. M.J.J. (Marius) van Amelsvoort (1930–2006)                 | Staatssecretaris                                                                                   | • Fiscale Zaken • Belastingdienst • Staatsloterij • Muntwezen (Financiën) | 7 november 1989 – 22 augustus 1994    | CDA    |
|                                            | A. (Aad) Kosto                                  | mr. A. (Aad) Kosto (1938)                                       | Staatssecretaris                                                                                   | • Integratie • Immigratie • Asielzaken • Vreemdelingenzaken • Rechtsbescherming • Privaatrecht • Kansspelen • Jeugdbescherming • Minderhedenbeleid • Delinquentenzorg • Rehabilitatie • Reclassering (Justitie) | 7 november 1989 – 27 mei 1994         | PvdA   |
|                                            | P. (Piet) Bukman                                | drs. P. (Piet) Bukman (1934–2022)                               | Staatssecretaris                                                                                   | • Internationale Handel • Exportbevordering • Regionaal Economisch Beleid • Consumentenbeleid • Toerisme (Economische Zaken)                                                                                    | 7 november 1989 – 28 september 1990   | CDA    |
|                                            | Y.C.M.Th. (Yvonne) van Rooy                     | mr. Y.C.M.Th. (Yvonne) van Rooy (1951)                          | Staatssecretaris                                                                                   | • Internationale Handel • Exportbevordering • Regionaal Economisch Beleid • Consumentenbeleid • Toerisme (Economische Zaken)                                                                                    | 28 september 1990 – 22 augustus 1994  | CDA    |
|                                            | B.J.M. (Berend-Jan) baron van Voorst tot Voorst | mr. B.J.M. (Berend-Jan) baron van Voorst tot Voorst (1944–2023) | Staatssecretaris                                                                                   | • Materieelvoorzieningen • Militair Recht • Ruimtelijke Ordening (Defensie) | 7 november 1989 – 1 juni 1993         | CDA    |
|                                            | A.B.M. (Ton) Frinking                           | A.B.M. (Ton) Frinking (1931–2022)                               | Staatssecretaris                                                                                   | • Materieelvoorzieningen • Militair Recht • Ruimtelijke Ordening (Defensie) | 1 juni 1993 – 22 augustus 1994        | CDA    |
|                                            |                                                 | H.J. (Hans) Simons (1947–2019)                                  | Staatssecretaris                                                                                   | • Volksgezondheid • Ouderenbeleid • Gehandicaptenbeleid (Welzijn, Volksgezondheid en Cultuur) | 7 november 1989 – 26 februari 1994    | PvdA   |
|                                            | E. (Elske) ter Veld                             | E. (Elske) ter Veld (1944–2017)                                 | Staatssecretaris                                                                                   | • Sociale Zekerheid • Arbeidsomstandigheden • Armoedebeleid • Bijstandszaken • Bijstand • Emancipatiebeleid (Sociale Zaken en Werkgelegenheid)                                                                  | 7 november 1989 – 5 juni 1993         | PvdA   |
|                                            | J. (Jacques) Wallage                            | drs. J. (Jacques) Wallage (1946)                                | Staatssecretaris                                                                                   | • Sociale Zekerheid • Arbeidsomstandigheden • Armoedebeleid • Bijstandszaken • Bijstand • Emancipatiebeleid (Sociale Zaken en Werkgelegenheid)                                                                  | 9 juni 1993 – 22 augustus 1994        | PvdA   |
| Staatssecretaris                           | J. (Jacques) Wallage                            | drs. J. (Jacques) Wallage (1946)                                | • Basisonderwijs • Algemeen Voortgezet Onderwijs • Speciaal Onderwijs (Onderwijs en Wetenschappen) | 7 november 1989 – 9 juni 1993 |                                       | PvdA   |
| Staatssecretaris                           |                                                 | R.J. (Roel) in 't Veld                                          | dr. R.J. (Roel) in 't Veld (1942)                                                                  | • Algemeen Voortgezet Onderwijs • Hoger Onderwijs • Wetenschappelijk Onderwijs • Wetenschapsbeleid (Onderwijs en Wetenschappen)                                                                                 | 9 juni 1993 – 19 juni 1993            | PvdA   |
| Staatssecretaris                           |                                                 | M.J. (Job) Cohen                                                | mr.dr. M.J. (Job) Cohen (1947)                                                                     | • Algemeen Voortgezet Onderwijs • Speciaal Onderwijs • Hoger Onderwijs • Wetenschappelijk Onderwijs • Wetenschapsbeleid (Onderwijs en Wetenschappen)                                                            | 2 juli 1993 – 22 augustus 1994        | PvdA   |
|                                            |                                                 | drs. J.D. (Dzsingisz) Gabor (1940)                              | Staatssecretaris                                                                                   | • Landschapsbeheer • Voedselkwaliteit • Visserij • Dierenwelzijn (Landbouw, Natuurbeheer en Visserij) | 28 september 1990 – 22 augustus 1994  | CDA    |
|                                            | E. (Enneüs) Heerma                              | drs. E. (Enneüs) Heerma (1944–1999)                             | Staatssecretaris                                                                                   | • Volkshuisvesting • Stadsvernieuwing (Volkshuisvesting, Ruimtelijke Ordening en Milieubeheer) | 27 oktober 1986 – 22 augustus 1994    | CDA    |
| Bron: Kabinet-Lubbers III Rijksoverheid.nl |                                                 |                                                                 | | |                                       |        |

## Kabinetsformatie
- Tweede Kamerverkiezingen 1989: 6 september 1989
- Beëdiging kabinet: 7 november 1989
- Duur formatie: 62 dagen
- Informateur
  - drs. J. (Jan) de Koning (CDA), (8 september 1989 – 12 september 1989) 5 dagen
- Informateur
  - drs. R.F.M. (Ruud) Lubbers (CDA), (13 september 1989 – 27 oktober 1989) 45 dagen
- Formateur
  - drs. R.F.M. (Ruud) Lubbers (CDA), (27 oktober 1989 – 6 november 1989) 11 dagen

## Reden ontslagaanvraag
Einde van de parlementaire periode.